# Вестминстерский дворец
Вестминстерский дворец (англ. Palace of Westminster, Westminster Palace) — здание на берегу Темзы в лондонском районе Вестминстер, где проходят заседания Британского парламента. Соединяется с Трафальгарской площадью улицей Уайтхолл. Архитектурный стиль — неоготика.
Первоначально, до 1529 года, старый Вестминстерский дворец служил столичной резиденцией английских королей. В результате пожара 16 октября 1834 года старый дворец оказался разрушен и на его месте был выстроен новый по неоготическому проекту Чарльза Бэрри и Огастеса Пьюджина. От средневекового дворца остались Вестминстерский зал приёмов (1097), где заседали вестминстерские суды, и Башня драгоценностей (построена для хранения казны Эдуарда III).
Во дворце 1100 помещений, 100 лестниц и 5 километров коридоров. Из дворцовых башен наиболее знаменита часовая Башня Елизаветы (Биг-Бен) — символ Великобритании. Башня Виктории выше на два метра, её высота — 98,45 м (323 фута). В 1987 году дворец и близлежащая церковь Святой Маргариты (1486—1523) были включены в список всемирного наследия ЮНЕСКО.

## История

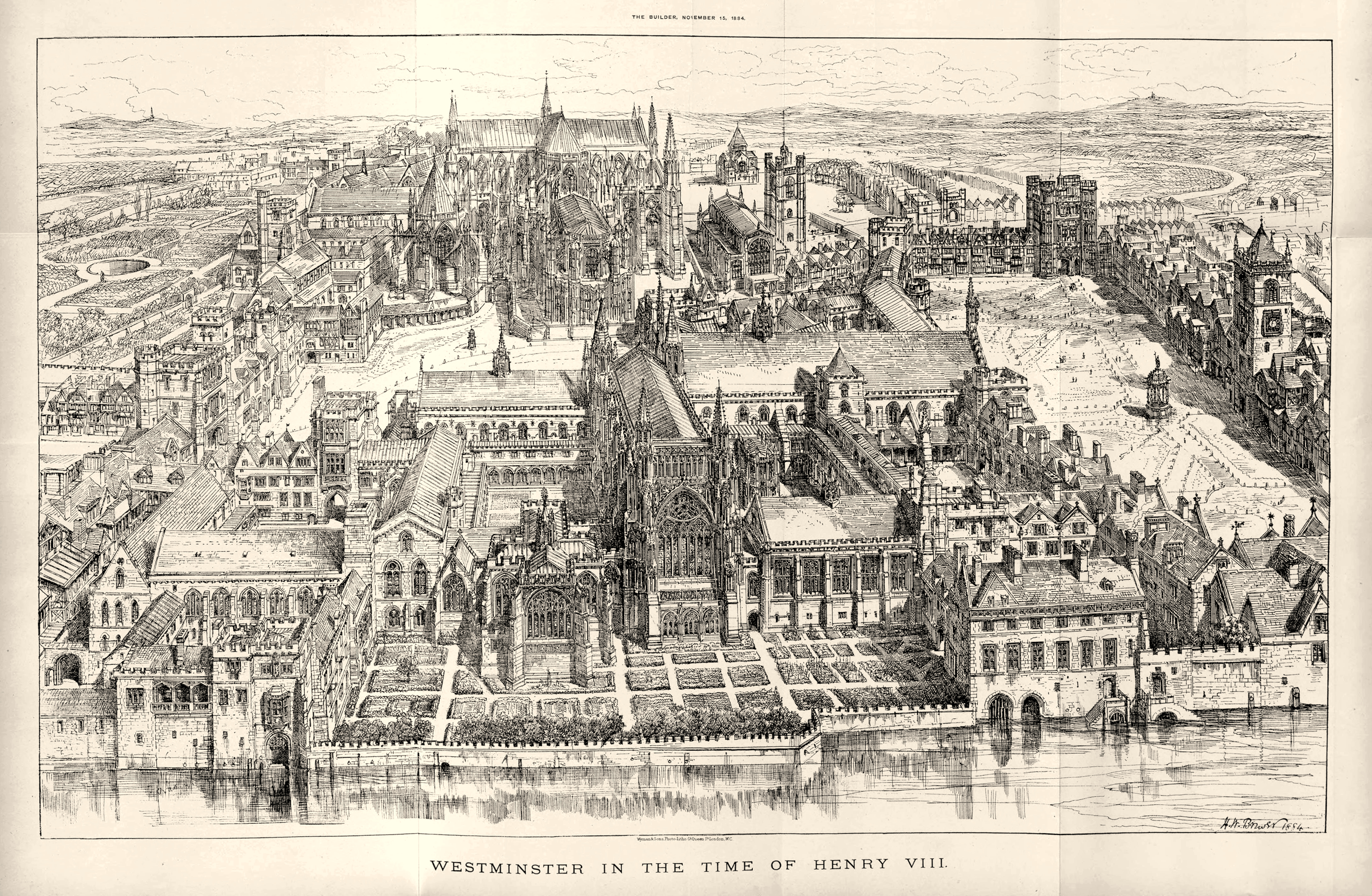
Вестминстерский дворец во времена Генриха VIII

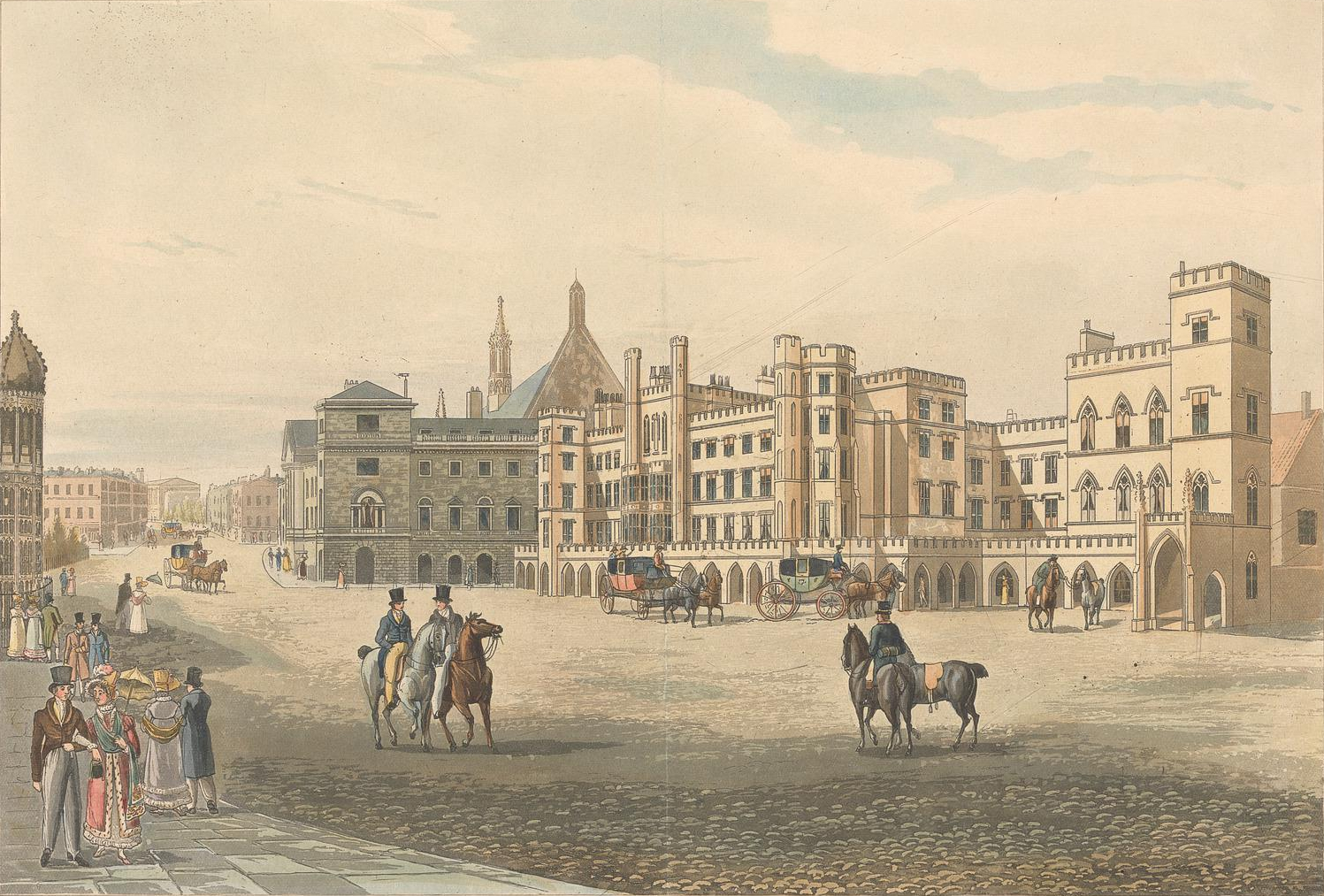
Старый Вестминстерский дворец в начале XIX века

Древнее название места, на котором находится Вестминстерский дворец — остров Торни. Первый королевский дворец на этом месте построил Кнуд Великий, король Дании, Англии и Норвегии во время своего правления с 1016 по 1035 год. Эдуард Исповедник, предпоследний из англосаксонских монархов Англии, жил в этом дворце в то время, когда строилось Вестминстерское аббатство (1045-50 года). Аббатство дало новое название этой местности, Вестминстер, от West Minster — западная церковь (восточной церковью был старый собор Святого Павла). Старейшая из сохранившихся частей дворца, Вестминстерский холл, относится ко времени правления короля Вильгельма II.
Вестминстерский дворец был основной королевской резиденцией во время позднего средневековья, также здесь собирались предшественники парламента, королевский совет и парламент Симона де Монфора 1265 года. Первый официальный парламент Англии собрался во дворце в 1295 году, и с тех пор почти все последующие парламенты Англии (с 1707 года Великобритании) собирались здесь. В 1341 году Парламент разделился на Палату лордов и Палату общин.
В 1512 году в королевской части Вестминстера произошёл пожар, после чего Генрих VIII в 1530 году приобрёл дворец опального кардинала Уолси, переименовал его в Уайтхолл и сделал своей основной резиденцией. С этого времени Вестминстерский дворец сделался зданием парламента. Важные церемонии проходили в Расписанной палате, Палата лордов собиралась в Палате Королевы (the Queen’s Chamber), затем, с увеличением числа пэров в XVIII веке, в большей по размеру Белой палате (White Chamber). Палата общин с 1547 года собиралась в часовне св. Стефана. 30 января 1661 г. отрубленную голову Кромвеля, насаженную на пику, водрузили на крышу королевского Вестминстерского дворца (по другим данным, перед дворцом). Там голова находилась на всеобщем обозрении лондонцев в течение 30 лет. По словам Фицгиббонса, ветры, дожди и особый английский климат сделали из головы подлинную мумию.
В XVIII и XIX веках дворец несколько раз обновлялся, в 1799—1801 годах под руководством архитектора Джеймса Уайатта, в 1824-27 годах — сэра Джона Соуна, в частности было разрушено старое помещение Палаты Лордов, которое было заминировано во время Порохового заговора в 1605 году.
16 октября 1834 года произошёл большой пожар, дворец сгорел почти полностью. Уцелели лишь Вестминстерский Холл, Башня драгоценностей, часовня Андеркрофт и монастырь и часовня св. Стефана. Сразу после пожара король Вильгельм IV предложил парламенту почти завершённый Букингемский дворец, но парламентарии отказались от подарка и решили остаться в Вестминстерском дворце. В первую очередь были восстановлены Расписанная палата для Палаты Лордов и Белая палата для Палаты Общин. Они были готовы уже в феврале 1835 года, руководил работами по реконструкции архитектор сэр Роберт Смёрк.
В феврале 1836 года для строительства нового дворца на месте сгоревшего был выбран проект Чарльза Бэрри. Он предполагал построить четырёхугольное здание в готическом стиле, главным фасадом выходящее на Темзу и с башней по центру высотой 55 метров. Значительный вклад в проект внёс также Огастес Пьюджин. Краеугольный камень был заложен в 1840 году. Зал заседаний Палаты лордов был завершен в 1847 году, зал заседаний Палаты общин — в 1852 году, основная часть работ была выполнена к 1860 году, хотя строительство продолжалось вплоть до XX века. Общая стоимость строительства составила £2 млн.
Во время Второй мировой войны Вестминстерский дворец неоднократно подвергался бомбардировкам (в 1940 и 1941 годах). Больше всего пострадал зал заседаний Палаты Общин, полностью сгоревший от зажигательной бомбы. Реконструкция под руководством архитектора сэра Джайлза Гилберта Скотта началась после окончания войны и была завершена в 1950 году.
В 1975 году Парламент приобрёл расположенные поблизости здания Нормана Шоу, в 2000 году было построено здание Порткаллис Хауз.
В настоящее время Вестминстерский дворец нуждается в реставрации; по предварительным оценкам сумма, необходимая на реставрацию, может составить £7,1 млрд если члены парламента будут продолжать работать во дворце, или £3,5 млрд если они на шесть лет переедут в другое место. Реставрация дворца проходит в настоящее время.

## Внешний вид дворца

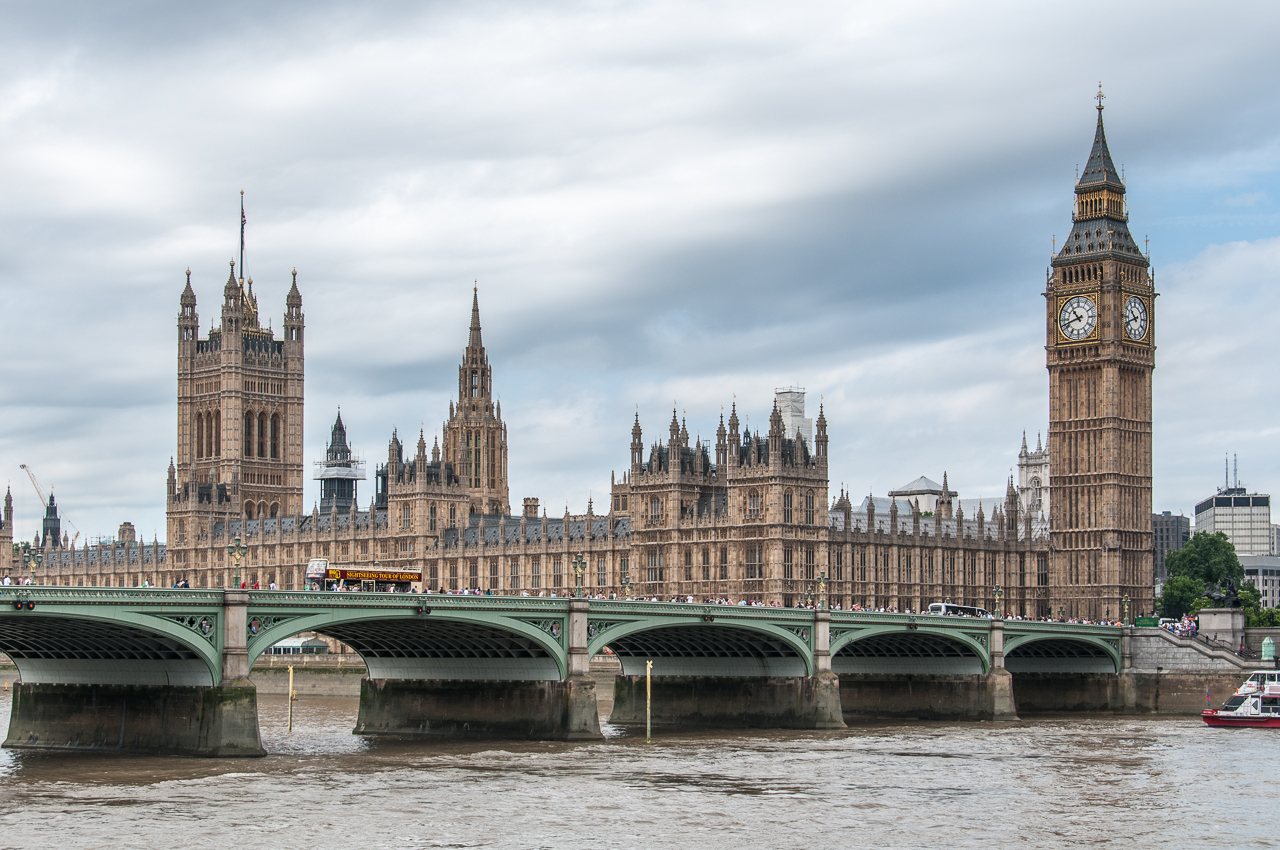
Здание Парламента и Вестминстерский мост

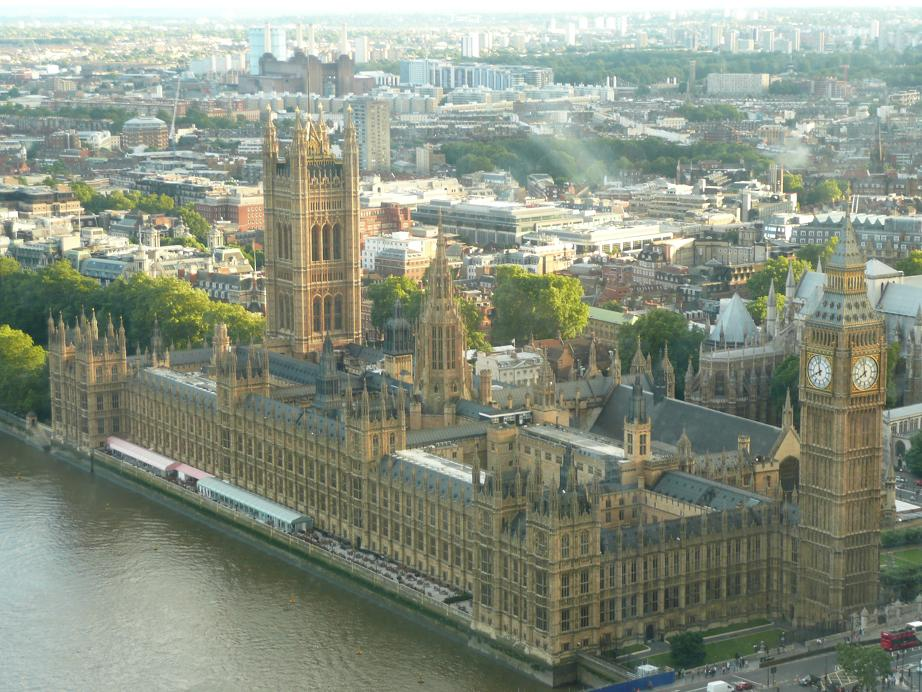
Вид на Вестминстерский дворец

Вестминстерский дворец имеет три башни. Самая большая и высокая из них — расположенная в юго-западной части дворца Башня Виктории высотой 98,5 метров; её строительство было завершено в 1858 году и на тот момент это было самое высокое из некультовых сооружений в мире. В основании башни находится Вход Суверена, проём, выполненный в виде арки высотой 15 метров и окружённый статуями. Остальную часть башни занимают парламентские архивы; они расположены на 12 этажах и содержат около трёх миллионов документов, в том числе оригиналы всех Актов Парламента с 1497 года. На верху чугунной пирамидальной крыши находится 22-метровый флагшток.
В северной части расположена Башня Елизаветы, также известная как Биг-Бен. Она лишь немного уступает башне Виктории по высоте (96 метров), но намного тоньше. В ней размещаются Большие часы Вестминстера, созданные Эдуардом Джоном Дентом по чертежам часовщика-любителя Эдмунда Бэккетта Денисона в 1859 году. Они показывают время на четырёх циферблатах из дымчатого стекла диаметром 7 метров; в тёмное время суток циферблаты подсвечиваются изнутри. Башню Елизаветы спроектировал Огастес Пьюджин. Над часами находится колокольня с пятью колоколами; самый большой из них, весом 13,8 тонн, называется Биг-Бен, и это название часто употребляется в отношении всей башни.
Восьмиугольная Центральная башня имеет высоту 91 метр и расположена посередине здания над Центральным холлом. Она была задумана как дымоход для четырёхсот каминов, размещённых по всему дворцу, однако для этой задачи оказалась малопригодной и выполняет скорее декоративную функцию, служа осью для двух башен по краям здания. Также роль дымоходов выполняют расположенные по всему фасаду башенки.
Посередине западного фасада дворца над одним из трёх входов в здание находится Башня св. Стефана. По концам фасада, выходящего на Темзу, расположены Башня спикера (на северном конце) и Башня канцлера (на южном).

## План дворца

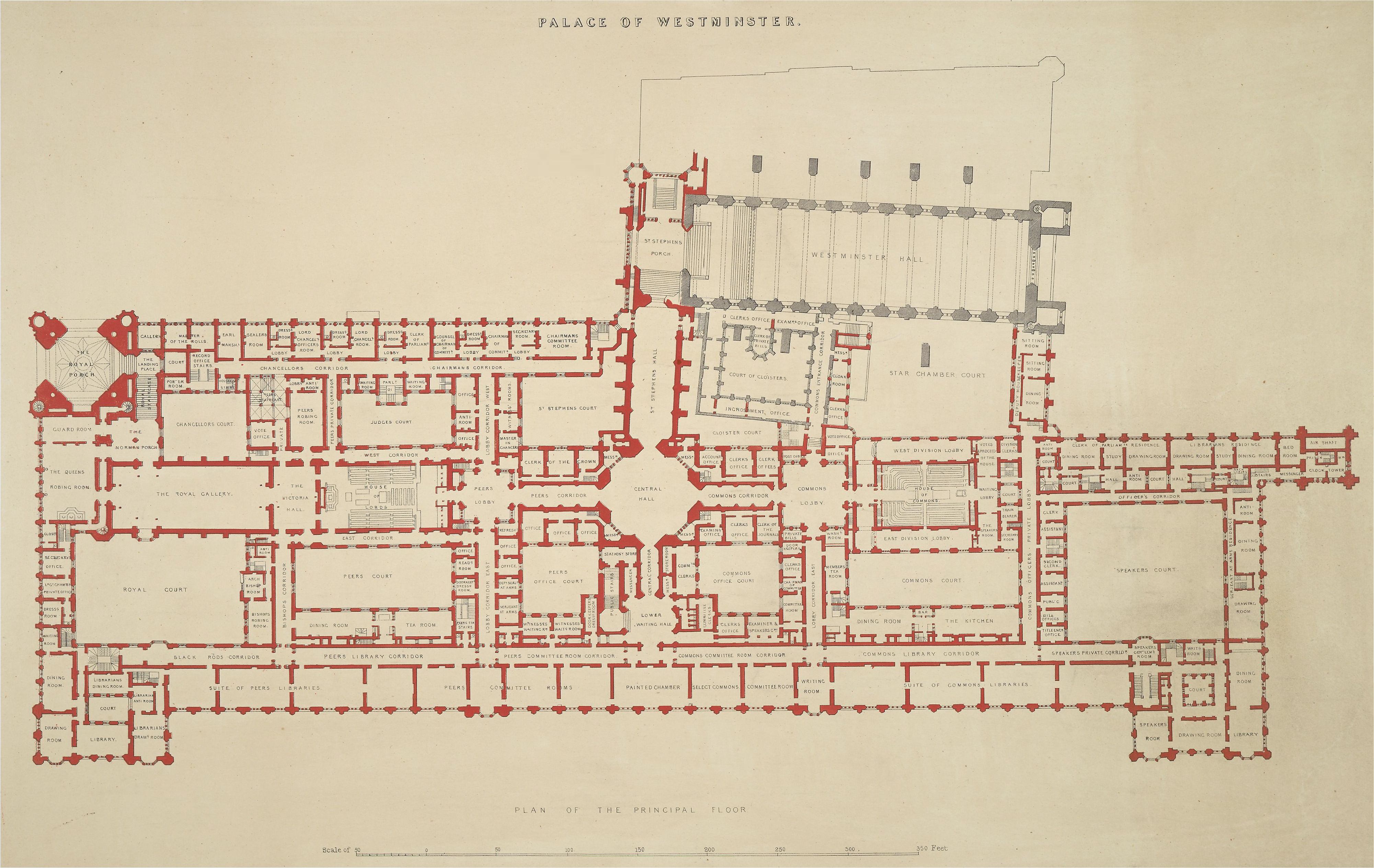
План второго (главного) этажа Вестминстерского дворца

Наиболее пышный вход во дворец — Вход Суверена (Sovereign’s Entrance) в основании Башни Виктории, ведущий на Королевское крыльцо (слева сверху на плане). Через него монарх Великобритании въезжает на карете для проведения ежегодной церемонии открытия Парламента. Дальше идёт Королевская лестница, ведущая вверх на Нормандское крыльцо, а за ним — в Королевскую комнату для переодевания (Queen’s Robing Room). Это помещение является южным концом (на плане левым) главной оси дворца, включающей Центральный холл и залы заседаний палат лордов и общин (на плане соответственно слева и справа от холла).

### Королевская галерея
Севернее от Королевской комнаты для переодевания находится Королевская галерея. Это одно из самых больших помещений дворца (33,5 на 13,7 метра). Она служит этапом королевской процессии в церемонии открытия Парламента, также используется для обращения наносящих официальный визит иностранных государственных деятелей к членам обеих палат Парламента. Стены украшены двумя фресками Дэниеля Маклиса: «Смерть Нельсона» и «Встреча Веллингтона и Блюхера». Уже сразу после завершения работы над фресками они начали разрушаться из-за высокой влажности и загрязнённости воздуха и сейчас они почти монохромные. Кроме фресок в галерее висят портреты всех королей начиная с Эдуарда I, и стоят статуи королей, в годы правления которых произошли крупные сражения, работы скульптора Джона Берни Филипа.

### Зал заседаний Палаты лордов
Зал заседаний Палаты лордов представляет собой богато украшенную комнату размером 13,7 на 24,4 метра. Здесь, как и в других помещениях лордов, доминирует красный цвет. В южной стороне помещения находится трон под балдахином, где во время церемонии открытия Парламента восседает монарх Великобритании. Перед троном находится место Лорда-спикера (до 2006 года — Лорда-канцлера), так называемый woolsack, прямоугольная подушка, набитая шерстью. Вдоль стен расположены скамьи для пэров, справа от Лорда-спикера — духовная сторона, слева — светская. Духовную сторону занимают Лорды духовные (архиепископы и епископы) и члены правящей партии из числа Лордов светских. Светскую сторону занимают члены оппозиционных партий. Беспартийные пэры (кроссбенчеры) занимают скамьи напротив места Лорда-спикера.

### Кулуары пэров
К Залу заседаний Палаты лордов с северной стороны прилегают кулуары пэров, вестибюль, где члены Палаты лордов могут обсуждать вопросы в неформальной обстановке. Это квадратное помещение со стороной 12 метров и высотой 10 метров, характерными чертами которого являются мраморный пол с розой Тюдоров посередине и массивные медные двери весом 1,5 тонны, отделяющие кулуары от Палаты лордов. Через коридор пэров кулуары соединяются с Центральным холлом.

### Центральный холл

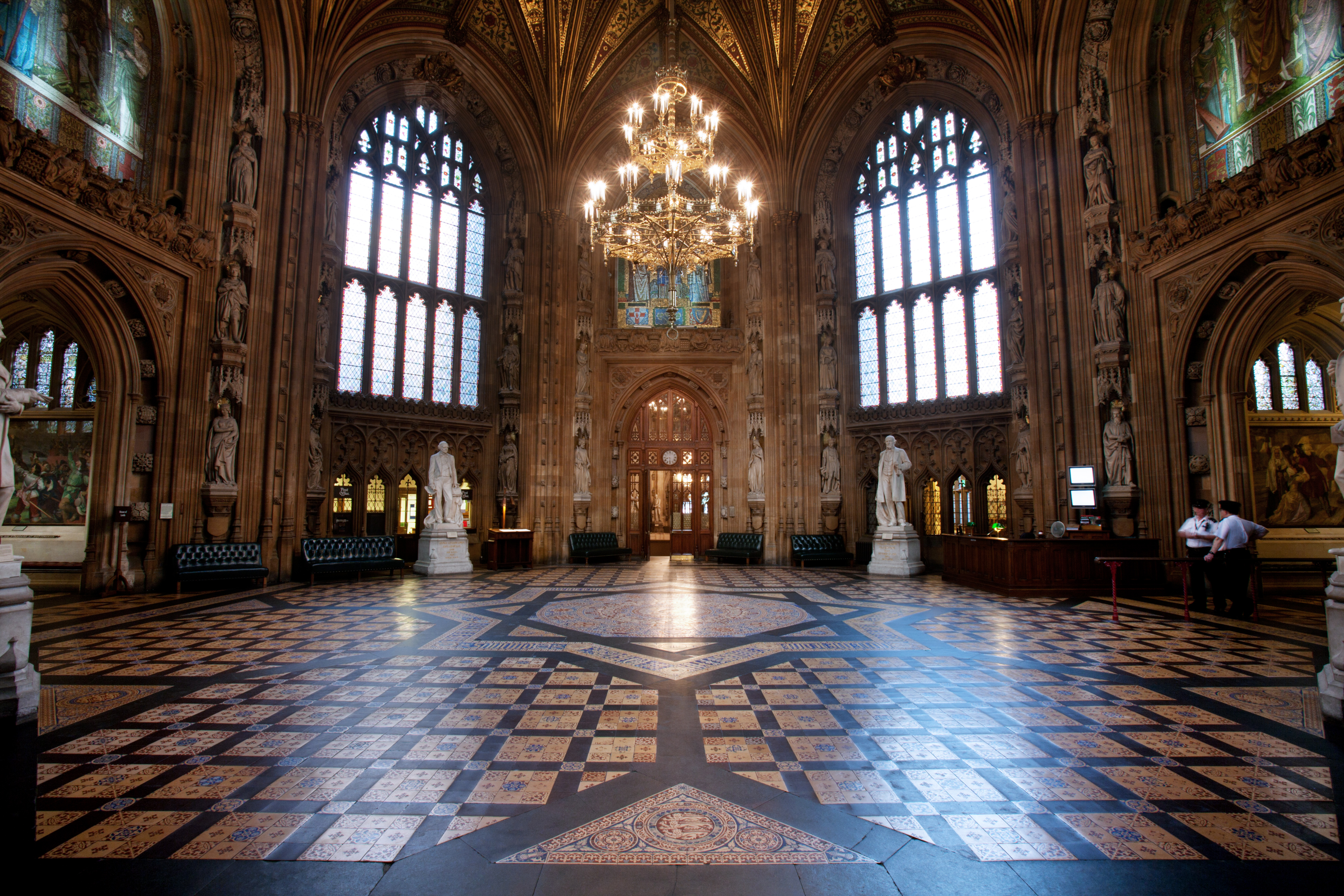
Центральный холл

Это восьмиугольное помещение прямо под Центральной башней. Здесь сходятся коридоры, ведущие в кулуары Палаты лордов и Палаты общин, через западные двери выходит в холл св. Стефана и общественный вход в дворец, а через восточные — в нижний зал ожидания и библиотеку. Диаметр холла составляет 18 метров, а высота до центра сводчатого потолка — 25 метров. Над каждой из четырёх дверей холла имеется мозаика, изображающая святых покровителей наций, составляющих Соединённое Королевство: св. Георгия для Англии, св. Андрея для Шотландии, св. Давида для Уэльса и св. Патрика для Северной Ирландии.

### Кулуары Палаты общин
Симметрично коридору и кулуарам пэров расположены коридор и кулуары Палаты общин. Кулуары представляют собой куб со стороной 13,7 метра. Помещение сильно пострадало от бомбардировок в 1941 году и было восстановлено в упрощённом стиле; дверной проём, ведущий в Зал заседаний Палаты общин, был оставлен неотремонтированным как напоминание об ужасах войны, по обе стороны от него стоят статуи Уинстона Черчилля и Дэвида Ллойда Джорджа, премьер-министров, проведших Великобританию через Вторую и Первую мировые войны соответственно.

### Зал заседаний Палаты общин
Зал заседаний Палаты общин находится в северной части Вестминстерского дворца; это помещение было разрушено в 1941 году и восстановлено под руководством архитектора Джайлза Гилберта Скотта в 1950 году. Оформление зала заседаний Палаты общин значительно скромнее, чем Зала заседаний Палаты лордов; здесь преобладает зелёный цвет. Такую цветовую схему (красный для верхней палаты, зелёный — для нижней) используют и другие парламенты стран-членов Британского Содружества наций — Индии, Канады, Австралии и Новой Зеландии. Размеры зала — 14 на 20,7 метра, вдоль стен идут скамьи для членов Палаты общин, вмещающие 427 из 650 парламентариев (в случаях, когда требуется присутствие всех членов Парламента, те, кто не поместился на скамьях, стоят по концам зала). В северной части Зала заседаний находится кресло спикера, а перед ним — стол Палаты. Члены правящей партии (или коалиции) сидят на скамьях справа от спикера, а члены оппозиции — слева.

### Вестминстерский холл

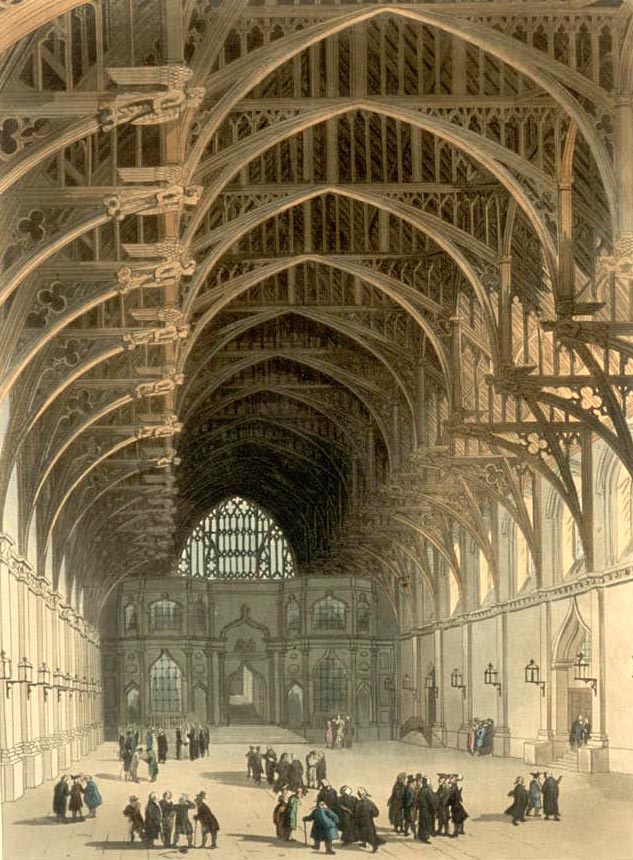
Вестминстерский холл, 1808 год

Вестминстерский холл (также употребляется название Вестминстер-холл) является старейшей из сохранившихся частей дворца; его строительство началось в 1097 году и было завершено в 1099 году. В отношении архитектуры его уникальной особенностью является крыша. Первоначально крышу поддерживали два ряда колонн, однако во время правления Ричарда II она была заменена на сложную конструкцию из дубовых стропил, поддерживаемых подбалочникам. Подобные типы сводов (Hammerbeam-кровля) характерны для английской средневековой архитектуры, и Вестминстерский холл — наибольший из его образчиков, размеры крыши составляют 20,7 на 73,2 метра. Она была завершена в 1393 году королевским плотником Хью Херландом. Площадь Вестминстерского холла составляет 1547 м².
Вестминстерский холл выполнял различные функции. Здесь заседали три наиболее важных суда Великобритании (Вестминстерские суды): Суд королевской скамьи, Суд общих тяжб и Суд казначейства. В 1875 году они были объединены в Верховный суд, который заседал здесь до 1882 года. Также здесь решались вопросы импичмента и проходили государственные судебные разбирательства, в частности суды над Карлом I (1649), Уильямом Уоллесом (1305), Томасом Мором (1535), кардиналом Джоном Фишером, Гаем Фоксом (1606), Томасом Уэнтуортом, восставшими шотландскими лордами и Уорреном Гастингсом (1788-95).
В XII—XIX веках здесь проходили банкеты по случаю коронации; последний такой банкет имел место в 1821 году в честь Георга IV. Также в Вестминстерском холле проходят важные государственные церемонии: обращения обеих палат парламента к монарху, обращения глав других государств к парламентариям, прощание с телом усопших монархов и важных государственных деятелей.
В сентябре 2022 г. в Вестминстерском холле проходили церемонии, сопровождавшие прощание Британии с Королевой Елизаветой II.

## Башня драгоценностей

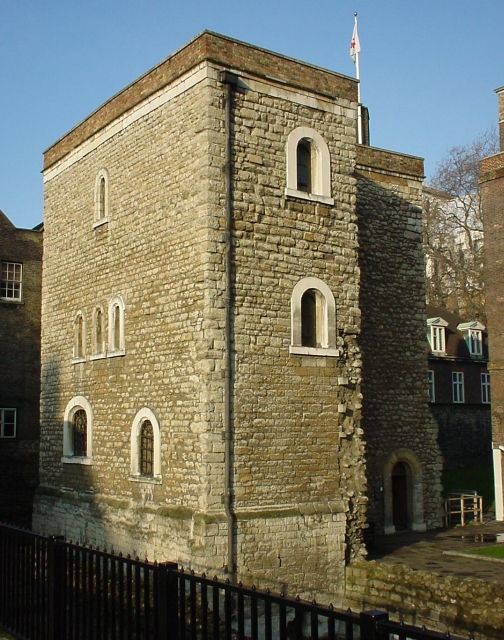
Башня драгоценностей

Башней драгоценностей называется трёхэтажное здание рядом с Вестминстерским дворцом. Было построено в 1365-66 годах для хранения личных драгоценностей Эдуарда III. Первоначально оно было окружено рвом, заполнявшимся водой из Темзы. Английские монархи использовали его до 1512 года, когда после пожара королевский двор переместился в Уайтхолл. В конце XVI века Башню начали использовать для хранения архивов Палаты лордов, благодаря чему эти архивы уцелели при пожаре 1834 года, в отличие от архивов Палаты общин. После пожара документы были перемещены в Башню Виктории, а в Башне драгоценностей разместилось (с 1869 по 1938 год) Управление мер и весов (Standard Weights and Measures Department). После Второй мировой войны здание было отреставрировано и стало открытым для туристов, его ежегодно посещают 30 тысяч человек.

## Аналогичные проекты
- Здание венгерского парламента
- Парламентский холм